# 日高真理
日高 真理（ひだか まり）は、まえばしCITYエフエム (M.wave) の元パーソナリティ。
別名はマリリンで、ブログの執筆時にはもっぱらこちらの名義を用いていた。まえばしCITYエフエムの公式サイトには、「日高真理」と「マリリン」両方の表記が見られる。

## 来歴
栃木県栃木市出身。
2011年1月の開局とともにまえばしCITYエフエムのパーソナリティになり、朝の情報番組『おはよう!まえばしcolor』を担当。2012年10月から同年12月までは、同局の『へそ』という番組も担当していた。2014年8月20日には同局のパーソナリティである岡田直美、松本亜希子とともに、群馬県前橋市のマスコットキャラクター「ころとん」のアンバサダー（PR大使）に就任した。
2017年12月31日、長年担当し続けた『おはよう!まえばしcolor』を卒業した。後任はAKAGIDANの礒干彩香。